# Vera Komisova
Vera Komisova (în rusă Вера Комисова; născută Nikitina; n. 11 iunie 1953, Leningrad, RSFS Rusă, URSS) este o atletă sovietică, medaliată olimpică. A participat la o ediție a Jocurilor Olimpice (1980) în care a câștigat o medalie de aur și o medalie de argint în probele de 100 m garduri și 4x100 m.

## Palmares
| An   | Competiție                   | Locație                        | Loc | Eveniment     | Note  |
| ---- | ---------------------------- | ------------------------------ | --- | ------------- | ----- |
| 1979 | Campionatul European în sală | Viena, Austria                 | 4   | 60 m garduri  | 8,13  |
| 1979 | Cupa Europei                 | Torino, Italia                 | 2   | 4x100 m       | 42,49 |
| 1979 | Universiada                  | Ciudad de México, Mexic        | 3   | 100 m garduri | 12,90 |
| 1979 | Universiada                  | Ciudad de México, Mexic        | 1   | 4x100 m       | 43,14 |
| 1980 | Campionatul European în sală | Sindelfingen, Germania de Vest | 5   | 60 m garduri  | 8,07  |
| 1980 | Jocurile Olimpice            | Moscova, Uniunea Sovietică     | 1   | 100 m garduri | 12,56 |
| 1980 | Jocurile Olimpice            | Moscova, Uniunea Sovietică     | 2   | 4x100 m       | 42,10 |
| 1982 | Campionatul European în sală | Atena, Grecia                  | 6   | 100 m garduri | 12,92 |